# Stafford megye (Kansas)
Stafford megye az Amerikai Egyesült Államokban, azon belül Kansas államban található. Megyeszékhelye St. John, legnagyobb városa Stafford. Lakosainak száma 4072 fő (2020. április 1.). Stafford megye Pratt, Barton, Rice, Reno, Pawnee és Edwards megyékkel határos.

## Népesség
A megye népességének változása:
| Lakosok száma | 4422 | 4396 | 4355 | 4359 | 4236 | 4072 |
|               | 2010 | 2011 | 2012 | 2013 | 2015 | 2020 |